# Responsabili dell'Olocausto
(don Lorenzo Milani, L'obbedienza non è più una virtù, 1965)

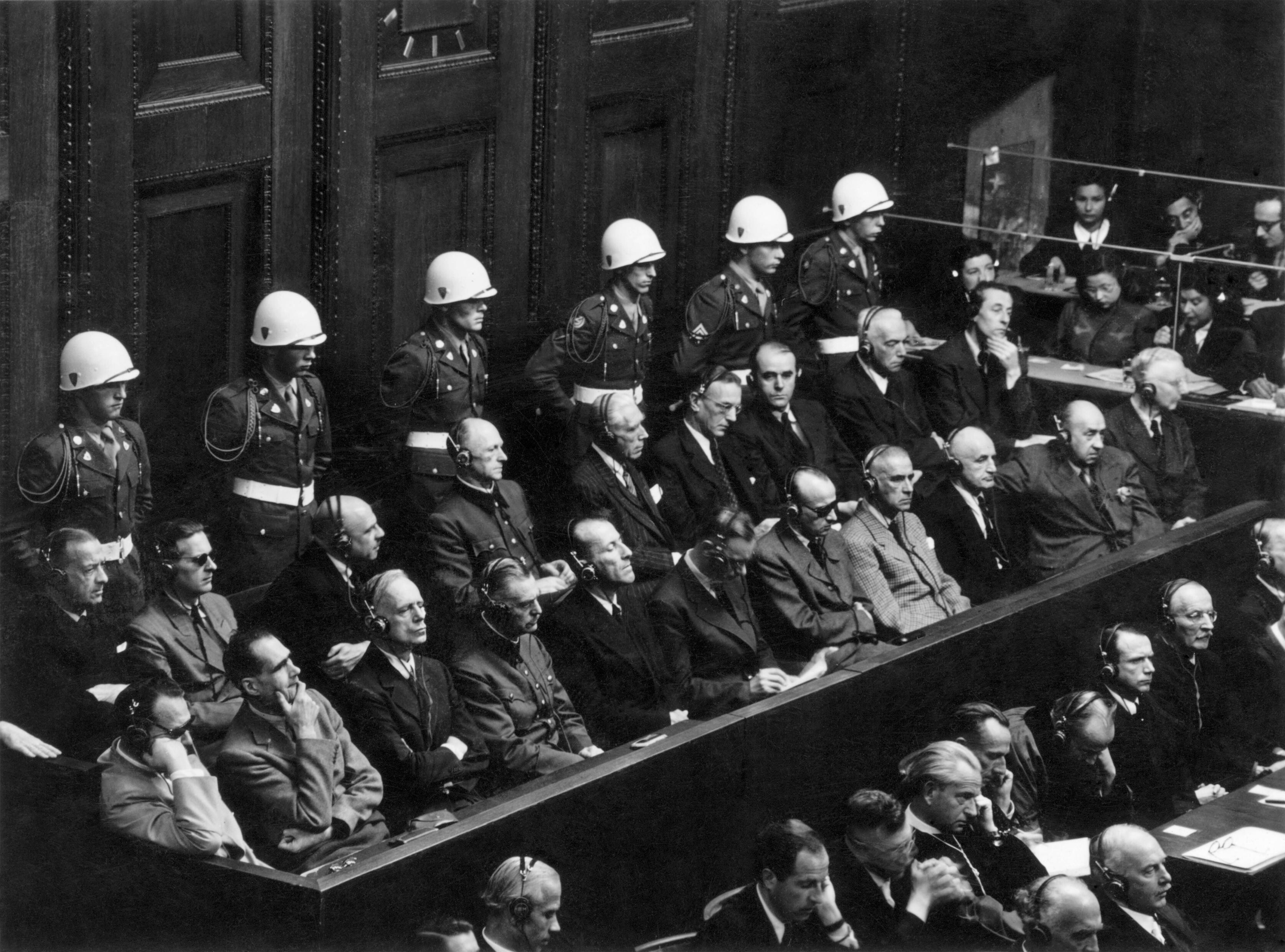
Un'immagine degli imputati del Processo di Norimberga contro i crimini nazisti.

I responsabili dell'Olocausto furono i vertici politici, civili e militari del regime nazista che idearono, pianificarono e condussero, dal 1938 al 1945, il genocidio sistematico di milioni di persone  ritenute "indesiderabili" (ebrei, rom, disabili, omosessuali, religiosi e altri) che in quanto tali ne finirono vittime. Ugualmente responsabili furono i capi collaborazionisti di quei regimi fascisti europei che, alleati del Terzo Reich, cooperarono alle operazioni di sterminio. 
Esecutori zelanti ed efficaci dell'Olocausto furono le forze di polizia e le SS, cui furono affidate le operazioni di rastrellamento e di massacro, nonché la gestione dei ghetti, dei campi di concentramento e di sterminio, operazioni gestite e rapportate al loro capo e supervisiore supremo, Heinrich Himmler. Un ruolo particolare fu esercitato da un gruppo di dottori, che in nome di teorie pseudo-scientifiche sulla razza si fecero complici attivi dello sterminio.  
L'Olocausto non sarebbe stato possibile senza la complicità, l'indifferenza e in molti casi l'attiva partecipazione di buona parte dell'opinione pubblica europea, condizionata dalla diffusione di sentimenti razzisti e antisemiti persino nei paesi che si opponevano al regime nazista. Al tempo stesso se ci furono superstiti dell'Olocausto è anche perché molti furono coloro che al genocidio si opposero, rifiutandosi di prenderne parte attiva o addirittura proteggendo i perseguitati, spesso a rischio della propria vita (come fu il caso dei cosiddetti giusti tra le nazioni). Gli elenchi seguenti non sono ovviamente esaustivi, ma intendono semplicemente evidenziare le responsabilità individuali di chi, per propria scelta e ricoprendo incarichi di potere, più direttamente contribuì al progetto di genocidio dell'Olocausto.

## I vertici politici e militari della Germania nazista
L'antisemitismo fu fin dall'inizio uno dei cardini del progetto politico di Adolf Hitler, il quale si pose come obiettivo l'annientamento del popolo ebraico in Europa che troverà il suo culmine nella soluzione finale dell'Olocausto. Le dimensioni "industriali" raggiunte dall'Olocausto - dallo sfruttamento della manodopera per il lavoro coatto, al trasporto e sterminio degli "inabili", al sequestro dei beni delle vittime - richiesero vaste complicità organizzative che coinvolsero direttamente tutti gli uomini al vertice del regime nazista. Non solo essi erano a piena conoscenza dei programmi di sterminio, ma ad essi contribuirono attivamente.
| Nome                                             | Foto | Ruolo | Note |
| ------------------------------------------------ | ---- | --- | --- |
| Adolf Hitler (1889-1945)                         |      | Führer del Partito nazista durante il Terzo Reich. Cancelliere del Reich. Capo supremo del regime nazista e teorico dell'antisemitismo.              | Muore suicida per evitare di cadere in mano nemica nei giorni finali della Battaglia di Berlino.                                                               |
| Heinrich Luitpold Himmler (1900-1945)            |      | Reichsführer-SS Capo della polizia nazista. Ministro degli Interni, 1943-45.                                                                         | Arrestato. Muore suicida. |
| Hermann Wilhelm Göring (1893-1946)               |      | Comandante in capo della Luftwaffe. Presidente del Reichstag Ministro dell'Aviazione.                                                                | Condannato a morte al processo di Norimberga. Muore suicida.                                                                                                   |
| Heinrich Müller (1900-1945?)                     |      | SS-Gruppenführer und Generalleutnant der Polizei, Capo della Gestapo, 1939–1945                                                                      | Scomparso. Muore probabilmente a Berlino nel maggio 1945. |
| Paul Joseph Goebbels (1897-1945)                 |      | Ministro della Propaganda, 1933-45. | Muore suicida con la moglie e i suoi sei figli. |
| Joachim von Ribbentrop (1893-1945)               |      | Ministro degli Esteri, 1938-45. | Condannato a morte per impiccagione al processo di Norimberga.                                                                                                 |
| Martin Ludwig Bormann (1900-1945)                |      | Segretario del partito nazista. Segretario privato di Adolf Hitler.                                                                                  | Morto suicida nel 1945. I suoi resti vengono rinvenuti nel 1972 e identificati nel 1998. al Processo di Norimberga era stato condannato a morte in contumacia. |
| Otto Georg Thierack (1889-1946)                  |      | Ministro della Giustizia, 1942-45. | Arrestato. Muore suicida. |
| Roland Freisler (1893-1945)                      |      | Presidente del Volksgerichtshof, il supremo tribunale nazista per i delitti politici, che tra il 1942 e il 1945 emanò più di 2,600 condanne a morte. | Ucciso durante un bombardamento aereo alleato su Berlino. |
| Wilhelm Bodewin Johann Gustav Keitel (1882-1946) |      | Ministro della guerra e capo delle forze armate tedesche.                                                                                            | Condannato a morte per impiccagione al processo di Norimberga.                                                                                                 |
| Wilhelm Frick (1877-1946)                        |      | Ministro degli Interni, 1933-43. Uno dei principali estensori delle leggi razziali naziste.                                                          | Condannato a morte per impiccagione al processo di Norimberga.                                                                                                 |
| Julius Streicher (1885-1946)                     |      | Uno dei principali istigatori dell'odio razziale in Germania come editore del settimanale antisemita Der Stürmer, dal 1925 al 1940.                  | Condannato a morte per impiccagione al processo di Norimberga.                                                                                                 |
| Walther Funk (1890-1960)                         |      | Ministro dell'Economia, 1938-45. Responsabile per l'incorporamento dei beni sottratti alle vittime dell'Olocausto.                                   | Condannato all'ergastolo al processo di Norimberga. Rilasciato nel 1957 per motivi di salute.                                                                  |
| Albert Speer (1905-1981)                         |      | Ministro per gli armamenti del Terzo Reich. | Unico tra i gerarchi nazisti ad assumersi parzialmente le proprie responsabilità al processo di Norimberga. Scontò 20 anni di prigione nel carcere di Spandau. |
| Fritz Sauckel (1894-1946)                        |      | Plenipotenziario dei programmi di sfruttamento del lavoro dei prigionieri.                                                                           | Condannato a morte per impiccagione al processo di Norimberga.                                                                                                 |

## I responsabili delle operazioni di sterminio nei territori occupati
È nei territori dell'Europa dell'Est che prese forma la soluzione finale. La gestione dell'elevato numero di ebrei ivi residenti richiese un grado elevato di coordinazione tra tutte le componenti, militari, civili e industriali del Terzo Reich. Fu in questi territori che si sperimentarono tecniche sempre più sofisticaste di sterminio di massa e vennero costruiti i campi di sterminio dove furono inviati a morire persone da tutta Europa. Le persone che governarono i territori dell'est furono coloro che sul campo inventarono le soluzioni e resero possibile la soluzione finale. Nei territori dell'Europa occidentale l'Olocausto si configuro' essenzialmente come un'operazione di polizia volta al rastrellamento e all'invio "ad est" delle vittime designate. Zelanti funzionari di polizia nazista operarono in Francia, nei Paesi Bassi, Belgio, Norvegia e quindi nella Repubblica Sociale Italiana.
| Nome                                        | Foto | Ruolo | Note |
| ------------------------------------------- | ---- | --- | --- |
| Alfred Ernst Rosenberg (1893-1946)          |      | Ministro dei territori occupati, 1941-45. Uno dei principali artefici della soluzione finale. | Condannato a morte per impiccagione al processo di Norimberga. |
| Reinhard Tristan Eugen Heydrich (1904-1942) |      | Direttore dell'Ufficio Centrale di Sicurezza del Reich. Viceprotettore di Boemia e Moravia. Direttore della Conferenza di Wannsee, dove fu pianificata la soluzione finale.                       | Ucciso in un attentato organizzato dalla resistenza cecoslovacca (Operazione Anthropoid) |
| Otto Adolf Eichmann (1906-1962)             |      | Capo dell'ufficio della Gestapo per gli Affari Ebraici(RSHA Sub-Department IV-B4). Organizzò il traffico ferroviario per il trasporto degli ebrei ai vari campi di concentramento.                | Sfugge all'arresto rifugiandosi in Argentina, dove però nel 1960 è scoperto e rapito da agenti del servizio segreto israeliano. Processato in Israele, è condannato a morte per impiccagione nel giugno 1962. |
| Hans Michael Frank (1900-1946)              |      | Governatore del Governatorato Generale | Condannato a morte per impiccagione al processo di Norimberga. |
| Hinrich Lohse (1896-1964)                   |      | Commissario del Reich nell'Ostland, che comprendeva gli Stati baltici e la Bielorussia, 1941-44.                                                                                                  | Condannato nel 1948 a 10 anni di prigione. Rilasciato nel 1951 per motivi di salute. |
| Erich Koch (1896-1986)                      |      | Commissario del Reich in Ucraina, 1941-44. | Condannato a morte, pena poi commutata in ergastolo. Muore in carcere. |
| Odilo Globocnik (1904-1945)                 |      | A capo dell'Operazione Reinhard supervisiona la costruzione di diversi campi di sterminio. | Muore suicida per sfuggire alla cattura. |
| Ernst Kaltenbrunner (1903-1946)             |      | Membro delle SS, ottenne il comando del RSHA nel 1943 dopo la morte di Reinhard Heydrich. | Condannato a morte per impiccagione al processo di Norimberga. |
| Theodor Eicke (1892-1943)                   |      | Comandante della divisione SS Totenkopf (Testa di morto), comandante del campo di concentramento di Dachau, e «capo dell'Istanza centrale di controllo e gestione del sistema concentrazionario». | Muore in combattimento, abbattuto in volo dal fuoco russo. |
| Richard Glücks (1889-1945)                  |      | Capo dell'Ispettorato dei Campi di concentramento (IKL) nel Dipartimento centrale delle SS. | Muore suicida. |
| Kurt Daluege (1897-1946)                    |      | Capo della Ordnungspolizei. Vice commissario del Protettorato di Bohemia and Moravia. Organizzatore del massacro di Lidice.                                                                       | Condannato a morte per impiccagione |
| Hans Günther (1910-1945)                    |      | Fratello maggiore di Rolf Günther. Capo dell'Ufficio Centrale per l'Emigrazione Ebraica a Praga, 1939–1945. Diresse la realizzazione della soluzione finale nel Protettorato di Bohemia e Moravia | Ucciso da partigiani cechi durante la Rivolta di Praga. |
| Rolf Günther (1913-1945)                    |      | Assistente di Adolf Eichmann nell'Ufficio Affari Ebraici della Gestapo e capo della sezione per l'Emigrazione (ovvero le deportazioni).                                                           | Arrestato nel maggio 1945; muore suicida. |
| Franz Novak (1913-1983)                     |      | Assistente di Adolf Eichmann nell'Ufficio Affari Ebraici della Gestapo con responsabilità per il settore Trasporti                                                                                | Arrestato nel 1961. Condannato nel 1969 a 9 anni di prigione, ridotti a 7 nel 1972. Graziato dal Presidente dell'Austria per buona condotta.                                                                  |
| Oswald Ludwig Pohl (1892-1951)              |      | Capo dell'Ufficio Centrale delle SS, responsabile per l'amministrazione generale dei campi di concentramento.                                                                                     | Condannato a morte per impiccagione. |
| Arthur Greiser (1897-1946)                  |      | Gauleiter di Wartheland; partecipa attivamente all'organizzazione della soluzione finale in Polonia.                                                                                              | Condannato a morte per impiccagione. |
| Wilhelm Koppe (1896-1975)                   |      | Comandante SS nei territori della Polonia | Arrestato nel 1960 ma rilasciato per motivi di salute. |
| Alois Brunner (1912-2010?)                  |      | Assistente di Adolf Eichmann, si preoccupa in particolare della deportazione degli ebrei da Francia, Grecia, Slovacchia e Austria.                                                                | Fuggito in Egitto nel 1954 e poi in Siria, dove collabora al regime di Assad. Muore per cause naturali presumibilmente nel 2010.                                                                              |
| Theodor Dannecker (1913-1945)               |      | Assistente di Adolf Eichmann a capo dell'Ufficio Affari Ebraici di Parigi, 1940-42. Dal 1943 opera in Bulgaria, nei Balcani e in Ungheria.                                                        | Arrestato. Muore suicida. |
| Klaus Barbie (1913-1991)                    |      | Comandante della Gestapo a Lione in Francia | Sfuggito alla cattura, si rifugia in Bolivia. Estradato in Francia nel 1983, è condannato nel 1987 all'ergastolo. Muore in carcere nel 1991.                                                                  |
| Arthur Seyss-Inquart (1892-1946)            |      | Governatore dei Paesi Bassi sotto occupazione nazista. | Condannato a morte per impiccagione al Processo di Norimberga. |
| Josef Terboven (1892-1946)                  |      | Comandante delle operazioni in Norvegia. | Muore suicida. |
| Herbert Kappler (1907-1978)                 |      | Capo della Gestapo a Roma. Responsabile del Rastrellamento del ghetto di Roma e dell'Eccidio delle Fosse Ardeatine                                                                                | Condannato nel 1947 all'ergastolo, fugge dall'ospedale militare di Roma dove era ricoverato nel 1976. |

## Le squadre della morte
In una prima fase gli eccidi furono compiuti da speciali reparti militari (Einsatzgruppen), che operarono sul fronte orientale con il compito di eliminare gli elementi che per motivi politici o razziali erano considerati ostili o semplicemente indesiderabili. Le uccisioni venivano compiute tramite fucilazioni di massa e quindi anche con l'uso di autocarri trasformati in camere a gas mobili alimentate degli scarichi di monossido di carbonio. Oltre un milione e mezzo di persone (incluse donne, vecchi e bambini) furono uccisi dalle squadre della morte, tra cui un milione di ebrei. I reparti agivano alle dirette dipendenze di Heinrich Himmler, ma con il supporto delle SS e dei vertici militari tedeschi operanti sul fronte russo. Generali come Walter von Reichenau, Erich Hoepner e Erich von Manstein non solo conoscevano ma direttamente sostennero il lavoro degli Einsatzgruppen.
| Nome                                    | Foto | Ruolo | Note |
| --------------------------------------- | ---- | --- | --- |
| Bruno Heinrich Streckenbach (1902-1977) |      | Addestra gli Einsatzgruppen; comandante del Einsatzgruppe I in Polonia.                                                       | Condannato a 25 anni di prigione nel 1952; rilasciato nel 1955.                                                        |
| Friedrich August Jeckeln (1895-1946)    |      | Responsabile per i massacri a Rumbula, Babi Jar, e Kam"janec'-Podil's'kyj                                                     | Condannato a morte per impiccagione.                                                                                   |
| Hans-Adolf Prützmann (1901-1945)        |      | Capo delle SS nei territori occupati dell'Unione sovietica. Sovrintende alle attività degli Einsatzgruppen nei paesi baltici. | Arrestato. Muore suicida.                                                                                              |
| Franz Walter Stahlecker (1900-1942)     |      | Comandante-in-capo del Einsatzgruppe A                                                                                        | Muore in combattimento.                                                                                                |
| Heinz Jost (1904-1964)                  |      | Comandante del Einsatzgruppe A                                                                                                | Condannato all'ergastolo nel 1945; pena poi commutata a 10 anni di prigione. Rilasciato nel 1951.                      |
| Humbert Achamer-Pifrader (1900-1945)    |      | Comandante del Einsatzgruppe A                                                                                                | Muore nel corso di un attacco aereo.                                                                                   |
| Friedrich Panzinger (1903-1959)         |      | Comandante del Einsatzgruppe A                                                                                                | Arrestato; muore suicida.                                                                                              |
| Wilhelm Fuchs (1898-1947)               |      | Comandante del Einsatzgruppe A e del Einsatzkommando 3                                                                        | Condannato a morte. |
| Eduard Strauch (1906-1955)              |      | Comandante del Einsatzkommando 2 e del Sonderkommando 1b.                                                                     | Condannato a morte nel 1948; muore in prigione.                                                                        |
| Rudolf Lange (1910-1945)                |      | Comandante del Einsatzkommando 2.                                                                                             | Muore con ogni probabilità in combattimento.                                                                           |
| Karl Jäger (1888-1959)                  |      | Comandante del Einsatzkommando 3                                                                                              | Arrestato nel 1959; muore suicida.                                                                                     |
| Hermann Schaper (1911-2002)             |      | Comandante del Einsatzgruppe B.                                                                                               | Arrestato nel 1964; rilasciato per mancanza di indizi.                                                                 |
| Arthur Nebe (1894-1945)                 |      | Comandante-in-capo del Einsatzgruppe B                                                                                        | Condannato a morte dalla Germania nazista per il suo coinvolgimento nel fallito attentato a Hitler del 20 luglio 1944. |
| Erich Naumann (1905-1951)               |      | Comandante del Einsatzgruppe B                                                                                                | Condannato a morte per impiccagione.                                                                                   |
| Horst Böhme (1909-1945)                 |      | Comandante del Einsatzgruppe B e del Einsatzgruppe C.                                                                         | Ucciso in combattimento a Königsberg, Prussia; ufficialmente dichiarato morto nel 1954.                                |
| Erich Ehrlinger (1910-2004)             |      | Comandante del Einsatzgruppe B e del Sonderkommando 1b.                                                                       | Arrestato nel 1958; condannato a 12 anni di prigione.                                                                  |
| Heinrich Otto Seetzen (1906-1945)       |      | Comandante del Einsatzgruppe B e del Einsatzkommando 10a                                                                      | Arrestato nel settembre 1945; muore suicida.                                                                           |
| Otto Bradfisch (1903-1994)              |      | Comandante del Einsatzkommando 8.                                                                                             | Arrestato nel 1958; condannato a 13 anni di prigione nel 1963.                                                         |
| Emil Otto Rasch (1891-1948)             |      | Comandante del Einsatzgruppe C.                                                                                               | Arrestato; muore in prigione.                                                                                          |
| Max Thomas (1891-1945)                  |      | Comandante del Einsatzgruppe C.                                                                                               | Muore suicida. |
| Paul Blobel (1894-1951)                 |      | Comandante del Einsatzkommando 4a. Direttore del Sonderaktion 1005                                                            | Condannato a morte per impiccagione.                                                                                   |
| Otto Ohlendorf (1907-1951)              |      | Comandante-in-capo del Einsatzgruppe D                                                                                        | Condannato a morte per impiccagione.                                                                                   |
| Walther Bierkamp (1901-1945)            |      | Comandante del Einsatzgruppe D.                                                                                               | Muore suicida. |
| Werner Braune (1909-1951)               |      | Comandante del Einsatzkommando 11b.                                                                                           | Condannato a morte per impiccagione.                                                                                   |

## I campi di concentramento e sterminio
La costruzione dei campi di sterminio rappresenta la fase finale nel programma di sterminio. L'utilizzo di impianti fissi permise di imprimere un ritmo più spedito ed "efficiente" all'eliminazione dei prigionieri. L'uccisione nelle camere a gas offriva un sistema non solo più rapido ma più impersonale per il personale tedesco. A gestire i campi furono impiegati reparti SS, che si dedicarono al compito con grande zelo. Con il tempo ne perfezionarono i meccanismi, suggerendo continuamente nuove soluzioni. Per quanto i campi offrissero l'opportunità di un lavoro più "pulito" e lontano da occhi indiscreti, va comunque ricordato che la concentrazione e il trasporto dei prigionieri verso i campi comportarono sforzi logistici non indifferenti, a cui migliaia di persone dettero il loro contributo.
| Nome                                    | Foto | Ruolo | Note - |
| --------------------------------------- | ---- | --- | --- |
| Hermann Julius "Hans" Höfle (1911-1962) |      | Coordinatore dell'Operazione Reinhard | Arrestato; muore suicida. |
| Richard Wolfgang Thomalla (1903-1945)   |      | Sovrintende alla costruzione di campi di stermino dell'Operazione Reinhard                                                                               | Condannato a morte. |
| Erwin Hermann Lambert (1909-1976)       |      | Sovrintende alla costruzione delle camere a gas dell'Operazione Reinhard                                                                                 | Arrestato ma rilasciato. |
| Karl Steubl (1910-1945)                 |      | Sovrintende al trasporto di prigionieri durante l'Operazione Reinhard                                                                                    | Arrestato; muore suicida. |
| Karl Bischoff (1897-1950)               |      | Sovrintende alla costruzione del campo di stermino di Birkenau                                                                                           | Muore prima di essere accusato di ogni crimine. |
| Christian Wirth (1885-1944)             |      | Ispettore di Aktion T4 e dell'Operazione Reinhard. Comandante del campo di stermino di Bełżec.                                                           | Ucciso dai partigiani jugoslavi |
| Rudolf Franz Ferdinand Höss (1901-1947) |      | Comandante ad Auschwitz, 1940-43, 1944-45. | Condannato a morte per impiccagione. |
| Arthur Liebehenschel (1901-1948)        |      | Comandante ad Auschwitz, 1943-44, e Majdanek, 1944. | Condannato a morte per impiccagione. |
| Irmfried Eberl (1910-1948)              |      | Comandante a Treblinka, 1942 | Arrestato; muore suicida. |
| Franz Paul Stangl (1908-1971)           |      | Comandante a Sobibór, 1942, e Treblinka, 1942-43. | Arrestato nel 1967; condannato all'ergastolo nel 1970; muore in prigione. |
| Kurt Hubert Franz (1914-1998)           |      | Comandante a Treblinka, 1943. | Arrestato nel 1959; condannato all'ergastolo nel 1965; rilasciato per motivi di salute nel 1993.                                                                                    |
| Franz Karl Reichleitner (1906-1944)     |      | Comandante a Sobibór, 1942-43. | Catturato dai partigiani a Fiume e ucciso. |
| Gottlieb Hering (1887-1945)             |      | Comandante a Bełżec, 1942-43. | Muore di malattia. |
| Amon Leopold Goeth (1908-1946)          |      | Comandante a Kraków-Płaszów | Condannato a morte per impiccagione. |
| Karl Hermann Frank (1898-1946)          |      | Comandante SS e Ministro di Stato per la Bohemia e Moravia                                                                                               | Condannato a morte per impiccagione. |
| Hanns Albin Rauter (1895-1949)          |      | Comandante SS per i Paesi Bassi. | Condannato a morte per fucilazione. |
| Carl Oberg (1897-1965)                  |      | Comandante SS per la Francia, 1942-1944. Ha il coordinamento di tutte le attività in Francia contro gli ebrei e la Resistenza francese.                  | Condannato a morte nel 1946, ed ancora nel 1954. Pena commutata all'ergastolo nel 1958. Rilasciato nel novembre 1962.                                                               |
| Walter Rauff (1906-1984)                |      | Assistente di Reinhard Heydrich. Progetta la trasformazione di autocarri in camere a gas mobili. Comandante SS e Gestapo nel nord-est italiano, 1943-44. | Arrestato, fugge rifugiandosi in Siria nel 1948 e quindi in Ecuador nel 1949 e Cile nel 1958, dove muore di cause naturali nel 1984, nonostante ripetute richieste di estradizione. |
| Josef Kramer (1906-1945)                |      | Vice-comandante ad Auschwitz. Comandante a Bergen-Belsen                                                                                                 | Condannato a morte per impiccagione. |
| Hans Aumeier (1906-1948)                |      | Vice-comandante ad Auschwitz | Condannato a morte per impiccagione. |
| Franz Hössler (1906-1945)               |      | Vice-comandante ad Auschwitz | Condannato a morte per impiccagione. |
| Karl Fritzsch (1903-1945)               |      | Vice-comandante ad Auschwitz | Scomparso mel maggio 1945; sorte incerta. |
| Maximilian Grabner (1905-1948)          |      | Comandante della Gestapo ad Auschwitz | Condannato a morte per impiccagione. |
| Karl Otto Koch (1897-1945)              |      | Comandante di vari campi di concentramento, incluso Buchenwald.                                                                                          | Condannato a morte dalle SS per appropriazione indebita di fondi. |
| Heinrich Arthur Matthes (1902-1978)     |      | Vice-comandante a Treblinka | Arrestato nel 1964; condannato all'ergastolo nel 1965. |
| Josef Oberhauser (1915-1979)            |      | Vice-comandante a Bełżec | Condannato a 15 anni di prigione; rilasciato nel 1956. |
| Lorenz Marie Hackenholt (1914-1945)     |      | Presiede alla costruzione delle camere a gas a Bełżec e altri campi durante l'Operazione Reinhard                                                        | Sorte incerta. Dichiarato legalmente morto. |
| Wilhelm Harster (1904-1991)             |      | Comandante delle Forze di polizia a Cracovia (1939-40), Paesi Bassi (1940-43) e Italia (1943-45). Responsabile della morte di almeno 104.000 ebrei.      | Arrestato e condannato a 12 anni di reclusione nel 1949. Viene nuovamente condannato in un secondo processo nel 1967, ma scarcerato nel 1969.                                       |
| Johann Niemann (1913-1943)              |      | Vice-comandante a Bełżec and Sobibór | Ucciso durante la rivolta di Sobibór. |
| Gustav Franz Wagner (1911-1980)         |      | Vice-comandante a Sobibór | Condannato a morte in contumacia, evita l'arresto per 35 anni, finché muore suicida.                                                                                                |
| Karl Frenzel (1911-1996)                |      | Comandante al Camp I (lavoro coatto) at Sobibór | Arrestato nel 1962, condannato all'ergastolo. Scarcerato nel 1982 per motivi di salute.                                                                                             |
| Hermann Michel (1909-1984?)             |      | Vice-comandante a Sobibór | Evita l'arresto; la sua sorte rimane un mistero. Forse muore nel 1984. |
| Hermann Erich Bauer (1900-1980)         |      | Presiede al funzionamento delle camere a gas a Sobibór                                                                                                   | Condannato a morte per impiccagione. Pena commutata all'ergastolo. Muore in prigione.                                                                                               |
| Heinz Kurt Bolender (1895-1966)         |      | Presiede al funzionamento delle camere a gas a Sobibór                                                                                                   | Arrestato nel 1961; muore suicida. |
| Jürgen Stroop (1895-1952)               |      | A lui è affidata la repressione della Rivolta del ghetto di Varsavia                                                                                     | Condannato a morte per impiccagione. |
| Friedrich-Wilhelm Krüger (1894-1945)    |      | Comandante SS in Polonia | Muore suicida. |
| Maria Mandel (1912-1948)                |      | Comandante del campo femminile ad Auschwitz | Condannata a morte per impiccagione. |
| Irma Ida Ilse Grese (1924-1945)         |      | Guardia della sezione femminile a Bergen-Belsen e poi ad Auschwitz                                                                                       | Condannata a morte per impiccagione. |

## I medici
La politica razzista nazista era basate su teorie pseudo-scientifiche. I medici esercitarono un ruolo importante nella definizione dell'appartenenza individuale alle "razze inferiori", nei primi programmi di eutanasia, e quindi nei campi di concentramento nel processo di selezione di coloro che fossero abili al lavoro o al contrario dovessero essere eliminati, e nella conduzione di esperimenti che utilizzassero i prigionieri come cavie. Il Processo ai dottori fu il primo dei dodici Processi secondari di Norimberga che le autorità militari statunitensi indissero a Norimberga nel dopoguerra.
| Nome                                | Foto | Ruolo | Note |
| ----------------------------------- | ---- | --- | --- |
| Rudolf Hermann Brandt (1909-1948)   |      | Segretario personale di Heinrich Himmler. Coordinatore dei programmi di esperimenti medici sui prigionieri.                                | Condannato a morte per impiccagione. |
| Dr. Josef Mengele (1911-1979)       |      | Conduce esperimenti su cavie umane, in particolare bambini, ed è uno dei medici responsabili per la selezione dei prigionieri ad Auschwitz | Sfuggito all'arresto, si rifugia in Brasile dove muore nel 1979. |
| Dr. Eduard Wirths (1909-1945)       |      | Formalmente responsabile per l'intero staff medico ad Auschwitz                                                                            | Arrestato. Muore suicida. |
| Dr. Horst Schumann (1906-1983)      |      | Esperimenti su esseri umani ad Auschwitz                                                                                                   | Arrestato nel 1966; rilasciato per motivi di salute nel 1972. |
| Dr. Carl Clauberg (1898-1957)       |      | Esperimenti medici su esseri umani ad Auschwitz                                                                                            | Condannato una prima volta a 25 anni di prigione nel 1948, ma poi rilasciato nel 1955. È arrestato di nuovo ma muore per un attacco cardiaco prima del nuovo processo. |
| Dr. Karl Franz Gebhardt (1897-1948) |      | Direttore della Croce Rossa tedesca e medico personale di Heinrich Himmler. Preside ad esperimenti medici su esseri umani su prigionieri.  | Condannato a morte per impiccagione. |
| Dr. Fritz Klein (1888-1945)         |      | Responsabile per la selezione dei prigionieri ad Auschwitz                                                                                 | Condannato a morte per impiccagione. |
| Viktor Hermann Brack (1904-1948)    |      | Aktion T4 ed esperimenti medici su prigionieri.                                                                                            | Condannato a morte per impiccagione. |
| Philipp Bouhler (1899-1945)         |      | Direttore di Aktion T4 | Arrestato; muore suicida. |
| Dr. Karl Brandt (1904-1948)         |      | Co-direttore di Aktion T4 Conduce esperimenti medici su prigionieri.                                                                       | Condannato a morte per impiccagione. |
| Dr. Kurt Heissmeyer (1905-1967)     |      | Conduce esperimenti su un gruppo di bambini a Neuengamme                                                                                   | Condannato all'ergastolo nel 1966, muore in carcere. |
| Dr. Heinz Thilo (1911-1945)         |      | Partecipa alla selezione dei prigionieri ad Auschwitz.                                                                                     | Imprigionato. Muore suicida. |
| Dr. Aribert Heim (1914-1992)        |      | Soprannominato "Dottor Morte", compie esperimenti su prigionieri a Mauthausen                                                              | Sfuggito alla cattura. Muore in Egitto dove si era rifugiato sotto falso nome.                                                                                         |
| Carl Peter Vaernet (1893-1965)      |      | Medico a Buchenwald. Esperimenti medici sugli omosessuali.                                                                                 | Riesce a fuggire in Argentina. |
| Victor Capesius (1907-1985)         |      | Responsabile della farmacia ad Auschwitz.                                                                                                  | Arrestato, fu condannato a 9 anni di carcere. |

## I collaborazionisti
Il regime nazista sollecitò da parte dei suoi alleati l'adozione delle medesime misure di persecuzione e sterminio in vigore nel Terzo Reich e le impose nei territori direttamente amministrati. La situazione tuttavia variò sensibilmente da paese a paese.
Danimarca, Finlandia e Bulgaria offrono l'esempio di paesi alleati della Germania le cui autorità si rifiutarono di consegnare i "propri" ebrei ai campi di sterminio (anche se si fecero alcune eccezioni per gli ebrei "stranieri"). Anche l'Italia di Benito Mussolini (fino al 1943) e l'Ungheria di Miklós Horthy (fino al 1944) si posero inizialmente su questa linea, pur applicando leggi razziali e prendendo provvedimenti restrittivi nei confronti degli ebrei "stranieri".
Il governo di Vichy in Francia, la Slovacchia, la Norvegia e quindi la Repubblica Sociale Italiana (dal settembre 1943) e l'Ungheria di Döme Sztójay (dal marzo 1944) si allinearono alle politiche naziste di genocidio, accettando di consegnare i propri ebrei per lo sterminio e disinteressandosi della loro sorte. In alcuni paesi, come la Croazia di Ante Pavelić, la Romania di Ion Antonescu o l'Ungheria di Ferenc Szálasi, dove al potere vennero i capi di partiti fanaticamente antisemiti, forze locali non solo presero parte attiva alle operazioni di arresto e rastrellamento, ma si resero protagoniste anche di iniziative autonome di sterminio. È il caso della Guardia di Hlinka in Slovacchia, della Guardia di Ferro in Romania, degli Ustascia in Croazia e delle Croci Frecciate in Ungheria, così come dei numerosi gruppi antisemiti formatisi in Lituania, Lettonia, Estonia, Bielorussia e Ucraina.
| Nome                              | Foto | Ruolo | Note |
| --------------------------------- | ---- | --- | --- |
|                                   |      | Croazia (Stato Indipendente di Croazia) | |
| Ante Pavelić (1889-1959)          |      | Fondatore del movimento nazionalista degli Ustascia. Poglavnik (Guida) dell'autoproclamato "Stato indipendente di Croazia", 1941-1945. Responsabile della repressione contro serbi, ebrei, zingari e comunisti, per i quali venne creato il campo di concentramento di Jasenovac.                             | Fuggito in Argentina, fu soggetto nel 1957 ad un tentato omicidio. Morirà due anni dopo in Spagna in conseguenza delle ferite riportate |
| Dido Kvaternik (1910-1962)        |      | Capo dei servizi di sicurezza interni. Responsabile del regime di terrore contro serbi, ebrei, zingari e oppositori politici. | Muore nel 1962 in Argentina, dove si era rifugiato dopo la guerra.                                                                      |
|                                   |      | Francia (Governo di Vichy): | |
| Philippe Pétain (1856-1951)       |      | Capo di Stato Francese, 1940-1944 | Condannato a morte, la pena fu commutata in ergastolo.                                                                                  |
| Pierre Laval (1883-1945)          |      | Primo ministro sotto Pétain, dal 1942 al 1944. | Condannato a morte per fucilazione. |
| Joseph Darnand (1897-1945)        |      | Leader della Milice française. | Condannato a morte per fucilazione. |
|                                   |      | Italia (Repubblica Sociale Italiana): | |
| Benito Mussolini (1883-1945)      |      | Duce del fascismo in Italia e uno dei principali alleati di Hitler. Pur avendo imposto leggi razziali e preso provvedimenti antiebraici, si rifiutò fino al 1943 di consegnare i "propri" ebrei allo sterminio, come invece avvenne dopo l'8 settembre 1943 con la nascita della Repubblica Sociale Italiana. | Fucilato dai partigiani. |
| Guido Buffarini Guidi (1895-1945) |      | Come Ministro dell'Interno fu responsabile delle operazioni di arresto e consegna degli ebrei italiani alle autorità naziste. | Condannato a morte per fucilazione. |
| Giovanni Preziosi (1881-1945)     |      | "Ispettore generale per la demografia e la razza". Rappresentante dell'ala più fanaticamente antisemita del fascismo italiano. | Morto suicida. |
|                                   |      | Norvegia: | |
| Vidkun Quisling (1887-1945)       |      | Fondatore nel 1933 del partito fascista norvegese. Primo ministro norvegese sotto l'occupazione tedesca, 1942-45. | Condannato a morte per fucilazione. |
|                                   |      | Romania: | |
| Ion Antonescu (1882-1946)         |      | Conducător di Romania (1940-1944) | Condannato a morte per fucilazione. |
| Mihai Antonescu (1904-1946)       |      | Numero due del regime e responsabile delle deportazioni. | Condannato a morte per fucilazione. |
| Constantin Tobescu (1893-1951)    |      | Uno dei principali esecutori delle persecuzioni razziali in Romania. | Condannato a 10 anni di reclusione. Muore in carcere.                                                                                   |
|                                   |      | Slovacchia (Repubblica Slovacca, 1939-1945) | |
| Jozef Tiso (1887-1947)            |      | Presidente della Slovacchia. | Condannato a morte per impiccagione. |
| Vojtech Tuka (1880-1946)          |      | Primo ministro della Slovacchia, 1939-1944. Fu tra i più convinti sostenitori della legislazione antisemita messa in atto dal regime e della cooperazione con il Terzo Reich nella deportazione degli ebrei slovacchi nei campi di concentramento nazisti,                                                    | Condannato a morte per impiccagione. |
| Alexander Mach (1902-1980)        |      | Comandante della Guardia di Hlinka, Ministro degli Interni. Rappresentante con Tuka dell'ala più oltranzista ed antisemita del regime di Tiso. | Condannato a trenta anni di reclusione, fu rilasciato dal carcere nel 1968.                                                             |
|                                   |      | Ungheria: | |
| Döme Sztójay (1883-1946)          |      | Primo ministro, marzo-agosto 1944. Responsabile per la deportazione degli ebrei ungheresi. | Condannato a morte per fucilazione. |
| Ferenc Szálasi (1897-1946)        |      | Leader delle Croci frecciate ungheresi. Durante il suo breve governo (dall'ottobre 1944 al marzo 1945) si rese direttamente responsabile dell'uccisione di migliaia di ebrei in Ungheria. | Condannato a morte per impiccagione. |
| Gábor Vajna (1891-1946)           |      | Ministro degli Interni | Condannato a morte per impiccagione. |